# 북내면
북내면(北內面)은 경기도 여주시의 면이다.

## 개요
북내면은 여주시 동북단에 위치하여 양평군 양동면, 지평면과 맞닿은 지역이다. 금당천을 중심으로 벼농사가 이뤄지며 가정리, 지내리, 신남리 지역에 도자산업이 성행하고 있다. 상교리의 고달사지에는 고달사지 승탑(국보 제4호)와 원종대사탑비(보물 제6호), 원종대사탑(보물 제7호), 석조대좌(보물 제8호)가 있고, 인근에 고려석실묘(경기도기념물 제198호)와 의병대장 이인영 생가(여주시향토유적 제17호)가 있는 등 문화유산이 산재한 지역이다. 신접리에는 천연기념물 제209호인 백로·왜가리 번식지가 있다. 제2영동고속도로 동여주 나들목이 설치되면 전원 도시로 거듭날 지역이다.

## 법정리
- 주암리(注巖里)
- 상교리(上橋里)
- 서원리(西院里)
- 석우리(石隅里)
- 내룡리(內龍里)
- 외룡리(外龍里)
- 덕산리(德山里)
- 장암리(長巖里)
- 중암리(中巖里)
- 당우리(堂隅里): 면행정복지센터 소재지
- 신남리(新南里)
- 신접리(新接里)
- 운촌리(雲村里)
- 지내리(池內里)
- 가정리(稼亭里)